# FK Zeta Golubovci
FK Zeta je crnogorski nogometni klub iz mjesta Golubovaca.
Svoje susrete igra na stadionu "Trešnjica" (Golubovci).
Utemeljena je 1927. godine.

## Uspjesi
- Prva crnogorska nogometna liga (1): 2006./07.

### Postave prvaka
- 2006./07.: S. Ivanović, Tumbasević, Vučković, Radulović, Đurović, Korać, Kaluđerović, B. Ivanović, Marković, Knežević, Boljević, Ćetković, Peličić, Stijepanović

Trener: 

## Vanjske poveznice
- Službene stranice